# ۵ هم‌خون
۵ هم خون (به انگلیسی: Da 5 Bloods) یک فیلم درام و جنگی آمریکایی منتشر شده در سال ۲۰۲۰ توسط شبکه نتفلیکس به کارگردانی اسپایک لی است که آن را با همکاری کنار جان کیلیک، بیتریز لوین و لوید لوین ساخته‌است. دلروی لیندو، جاناتان میجرز، کلارک پیترس، جانی تری گوین، نورم لوئیس، ایسایا ویتلک جونیور، میلانی تیری، پاول والتر هوزر، یاشپر پاکونن، ژان رنو، ورونیکا نگو و چادویک بوزمن از بازیگران این فیلم هستند. داستان فیلم گروهی از جانبازان پیرمرد جنگ ویتنام را دنبال می‌کند که در جستجوی بقایای رهبر تیم خود و همچنین گنجی که در حین خدمت در آنجا دفن شده‌اند به کشور بازمی‌گردند.
نتفلیکس به‌طور دیجیتالی ۵ هم خون را در سراسر جهان در تاریخ ۱۲ ژوئن سال ۲۰۲۰ منتشر کرد. ۵ هم خون نقدهای مثبتی را دریافت کرد و منتقدین آن را از جهت داستان، مضامین، فیلمبرداری و اجراهای آن (به ویژه لیندو) را ستودند.

## داستان
این فیلم داستان چهار آفریقایی-آمریکایی تبار بازنشسته از جنگ را روایت می‌کند که برای یافتن باقی مانده رهبر تیم خود و همچنین گنجینه‌ای که به کمک او مخفی کرده بودند به ویتنام بازمی‌گردند.